# フォートウェイン
フォートウェイン（英: Fort Wayne）は、アメリカ合衆国インディアナ州アレン郡にある都市であり、同郡の郡庁所在地である。人口は2010年国勢調査時点で253,691人、2019年7月1日時点では270,402人であり、インディアナポリスに次ぐ州内第2位である。州内では北東部に位置し、東のオハイオ州境まで約18マイル (29 km)、北のミシガン州境まで50マイル (80 km) である。アレン郡およびウィットリー郡で構成されるフォートウェイン大都市圏の主要都市であり、都市圏人口は388,621人（2010年国勢調査）である。上記3郡の他にアダムズ郡、デカルブ郡、ハンティントン郡、ノーブル郡、スチューベン郡、およびウェルズ郡を併せた広域都市圏の人口は611,712人（2010年国勢調査）となっている。
1794年、アメリカ独立戦争時の将軍かつ政治家アンソニー・ウェインの指示により、アメリカ陸軍がマイアミ族インディアンのケキオンガ集落近くに建設した一連の砦で、ウェイン砦が最後のものだった。砦はウェイン将軍に因んで名付けられた。セントジョセフ川、セントメアリーズ川およびモーミー川の合流点に、ヨーロッパ人開拓者のための交易基地として町が設立された。1823年には区画割りされ、ウォバッシュ・アンド・エリー運河の完成や鉄道の開通後には大きく発展した。かつてはブームを呼んだ工業都市が現在はラストベルトに属しており、近年は経済の多様化が進んで、物流、輸送、医療、製造、および専門サービスと事業サービス、レジャーと宿泊、金融サービスに頼るようになっている。防衛産業の中心でもありその雇用数は数千人規模になっている。
フォートウェインはインディアナ州北東部の文化中心であり、15の博物館や画廊、日刊紙2紙、交響楽団、植物温室、動物園、マイナーリーグの3チーム、NCAAディビジョンIのチーム、86の公共公園がある。インディアナ州では5番目に大きい公立大学であるインディアナ大学・パデュー大学フォートウェイン校や、私立のコンコーディア神学校、インディアナ工業大学、セントフランシス大学もある。またアメリカ開拓の伝説となっているジョニー・アップルシードが埋葬されている場所として認識されている。
フォートウェイン市は1982年、1998年、2009年に全米都市賞を受賞した。

## 歴史
17世紀半ば、マイアミ族インディアンが、モーミー川、セントジョセフ川、セントメアリーズ川が集まる所に、マイアミ族と関連するアルゴンキン語族の首都として、ケキオンガと呼ぶ集落を設立した。1680年代、この地域では初めてのヨーロッパ人となるフランス人交易業者がケキオンガ近くに基地を設立した。そこは五大湖とミシシッピ川の間で陸上輸送を行う場所だった。1696年、フロンテナック伯爵がジャン・バティスト・ビソー・スール・ド・ビンセンヌをこのフランス基地の指揮官に指名した。1697年には、フランスはこの地に最初の砦であるマイアミ砦を建設し、ケベックとセントルイスの間に建設した一群の砦の1つに位置づけた。ビソーが死んでから数年経った1721年、マイアミ砦の代わりにサンフィリプ・デ・ミアミ砦が建設された。1744年、ルイジアナ総督の命令により最初の国勢調査が行われた結果は、フランス人約40人と、マイアミ族約1,000人だった。この領土にもフランスとイギリスの間で緊張関係が増し、1760年、フレンチ・インディアン戦争の間にフランス軍が降伏した結果としてこの地域はイギリス帝国に割譲された。1763年、ポンティアック戦争の一部として、様々なインディアン部族がイギリス支配に反旗を翻し、砦を占領した。マイアミ族はケキオンガの支配権を取り戻し、それが30年間以上続いた。

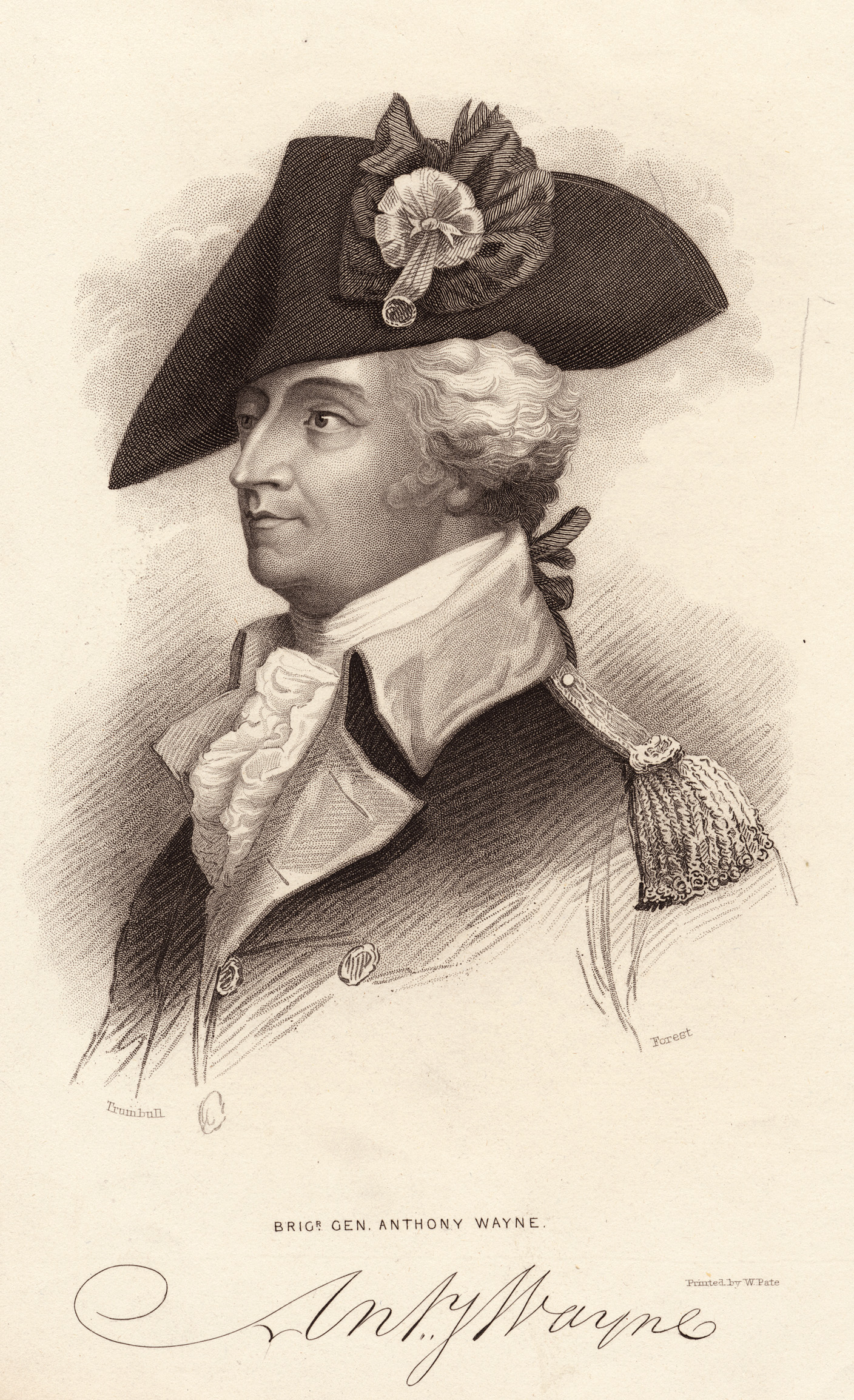
"マッド"・アンソニー・ウェイン将軍

1790年、アメリカ合衆国大統領ジョージ・ワシントンがアメリカ軍にインディアナを確保するよう命じた。リトルタートル酋長やマイアミ連邦に対して、ケキオンガで3回の戦闘が行われた。最初の2回ではマイアミ族戦士がアメリカ軍を破った。アンソニー・ウェイン将軍が3回目の遠征隊を率い、ケキオンガの戦士達が居ないうちに集落を破壊した。マイアミ族が破壊された村に戻ってくると、リトルタートルが和平交渉を行った。ウェイ将軍がそれを拒否すると、マイアミ族はフォールン・ティンバーズまで進行し、そこで1794年8月20日に起きた戦いで敗北した。同年10月22日、アメリカ軍はマイアミ連邦からウォバッシュ・エリー陸送路を奪い、その3つの川が集まる場所に新しい砦を建設して、将軍に因みウェイン砦と名付けた。
インディアナが州に昇格してから3年後の1819年、陸軍の駐屯地が廃止され、連邦政府土地管理局が、セントメアリーズ条約で地元インディアンから割譲された土地を売りに出した。1823年には区割りが引かれ、重要なフロンティアの前進基地となり、1829年にはフォートウェイン町として法人化された。この時の人口は300人だった。ウォバッシュ・アンド・エリー運河が開通して、五大湖やミシシッピ川への交通が容易になり、フォートウェインでは経済的な機会が増大した。1840年2月22日、フォートウェイン市として再度法人化された時は、人口2,000人だった。市のニックネームである「頂点の都市」は、この運河で最高地点にあることから来ている。市の初期発展にとってウォバッシュ・アンド・エリー運河は重要だったが、最初の鉄道であるピッツバーグ・フォートウェイン・アンド・シカゴ鉄道が1854年に開通して、これと競合すると直ぐに、運河は時代遅れになった。

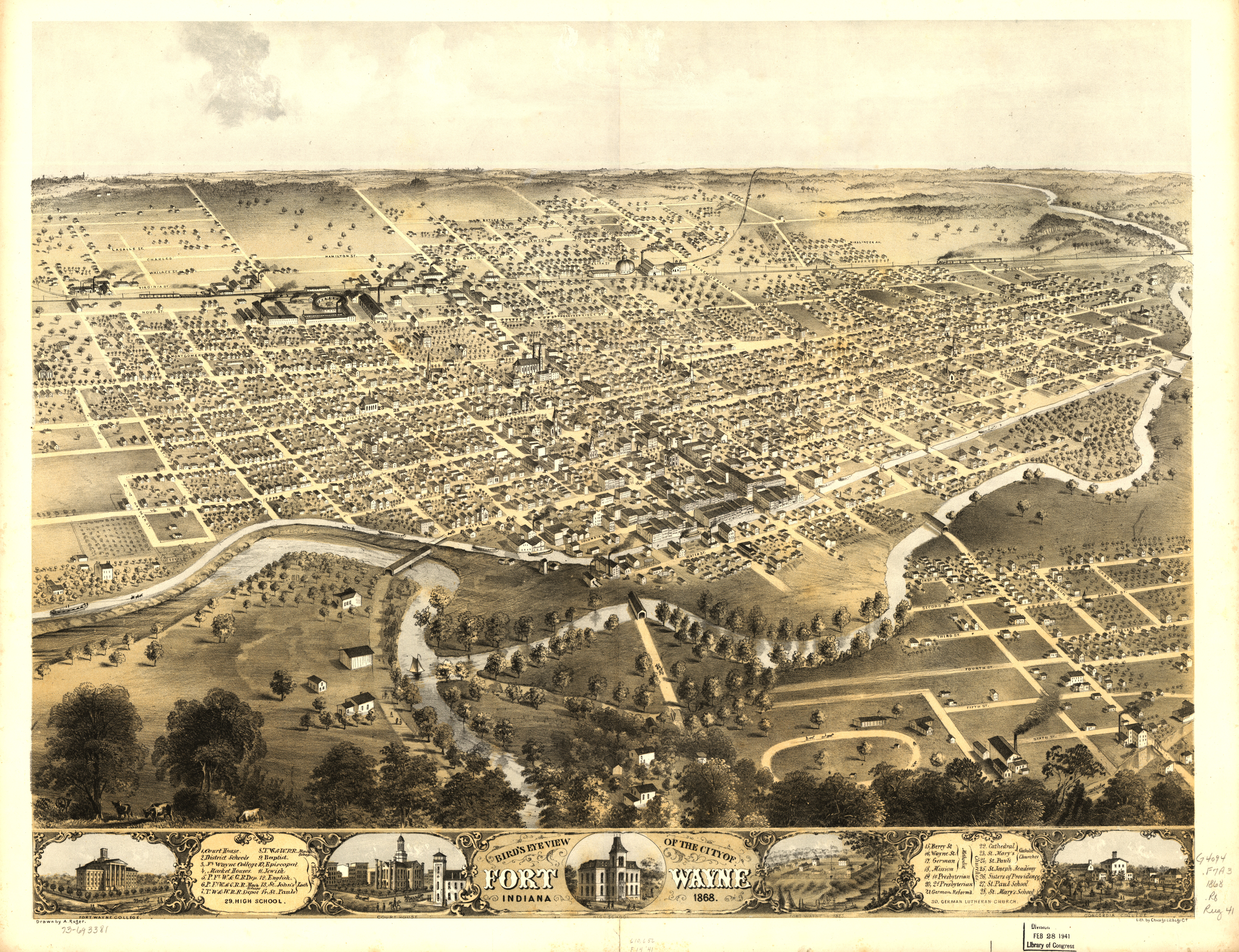
フォートウェインの鳥瞰図、南西方向を望む、1868年

20世紀への変わり目に、市の人口は5万人近くに達していた。これにはドイツやアイルランドからの移民が大挙入ってきたことが貢献した。「都市労働階級」は工業と鉄道の関連産業で成長した。市の経済は製造業に多くを負っており、それが長い間に市内から出てきた著名な発明と共に革新の時代を導いた。フォートウェイン市からは、ベーキングパウダー、ガソリン・ポンプ、国内初の市営照明システム、最初のハイファイ蓄音機、酒気検知器、冷蔵庫、ゴミディスポーザー、トランジスタラジオ、ジュークボックス、電卓が開発され、1972年には家庭用ゲーム機が出された。1913年、3つの川が溢れて7人が死亡し、15,000人が家を無くし、5,500棟以上の建物に損傷を与え、市始まって以来の自然災害となった。
自動車が普及してくると、国内初の大陸横断ハイウェイであるリンカーン・ハイウェイの通り道となった。航空機の時代が始まると、1919年には市初の空港であるスミス飛行場が開設された。この空港は市の主要空港だったが、1947年に第二次世界大戦で軍用に使われていた飛行場が市に移管され、フォートウェイン国際空港ができた。1929年に始まった世界恐慌の影響を受けると、大半の工場が労働者を減らした。株式市場の崩壊はあったが、当時州内では最も高いビルとなる市内初の高層ビル、リンカーン・バンク・タワーが建設された。1935年までに、ニューディール政策の公共事業促進局で、新しい公園、橋、水路および520万ドルをかけた下水処理場などインフラの改良で、7,000人分の職が生まれた。
第二次世界大戦後の好況で、市は再度成長を始めたが、中心街から郊外部に企業が緩りと移り始めた。1950年から1955年で5,000棟以上の家屋が建設され、その多くはアレン郡田園部の大型区画に建てられた。郊外の小規模ショッピングセンターが続き、1947年には市で初のアンソニー・ウェイン・ビレッジがオープンした。1950年、市の北部で初のバイパス道路コロシアム・ブールバードが開通し、それに続いて市初の競技場である戦争記念コロシアムが開設されて、郊外拡張への新しい機会が生まれた。この競技場はNBAのフォートウェイン・ピストンズが1952年から1957年まで本拠地にした。1965年には初の屋内型ショッピングモール、グレンブルック・スクエアがオープンし、1969年にサウスタウン・モール、市の北と西に州間高速道路69号線の開通と続き、1960年代を通じて小売業は中心街から出て行く一方だった。フォートウェイン住居建築業協会の推計に拠れば、1970年代の新築家屋の80%以上が市の郊外部に建てられた。

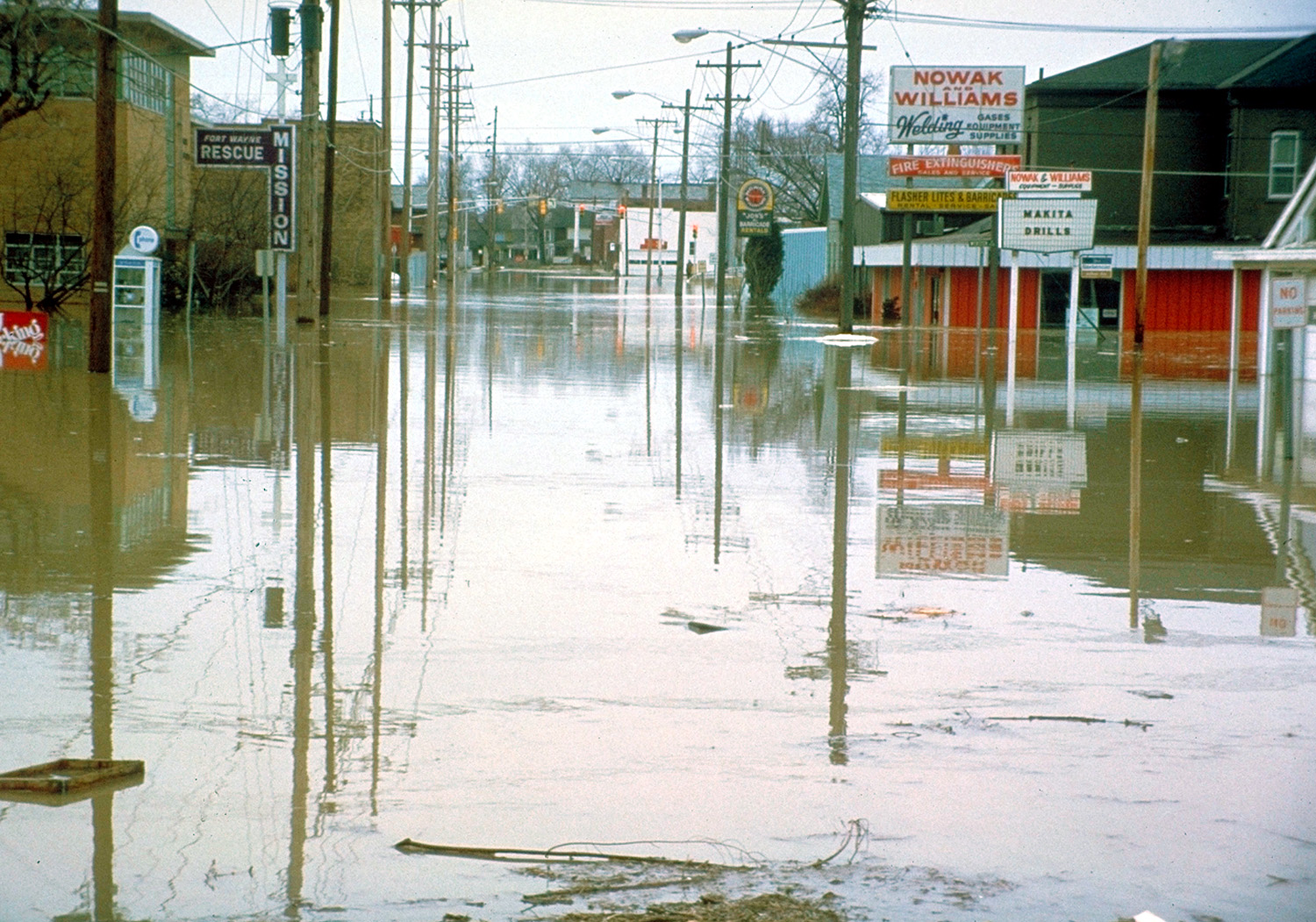
1982年洪水のときのシューピアリア通り

ラストベルトに在る多くの都市と同様に、1980年代は都心部が衰退し、犯罪が増加し、ブルーカラー製造職の仕事が減った。中心街とその周辺地区では、住民や企業がアレン郡の田園部にどんどん出て行って衰退を続けた。1982年の洪水では住民9,000人が避難することになり、2,000棟の建物に被害を出し、被害総額は5,610万米ドルに昇った。当時のロナルド・レーガン大統領が急ぎ視察に訪れた。1990年代は転換の時代であり、当局は犯罪の抑制、経済の多様化および中心街の再開発に注力した。1999年までに犯罪率は1974年の水準まで低下し、市経済が快復し、1998年の失業率は2.4%付近で推移した。中心街の荒廃した建物を取り壊し、1991年にはワン・サミット・スクエアの広場、1998年にはコートハウス・グリーンが完成し、1995年から1999年に1,690万米ドルを掛けてヘッドウォーターズ・パークが造られた。ヘッドウォーターズ・パークは市民が集まる場所となり、市が5,000万米ドルを掛けた洪水制御計画の中心的存在となった。1994年、町の設立から200周年を祝った。
2000年代に入っても中心街の再開発と投資に集中してきた。その10年間では、アレン郡公共図書館本館、グランド・ウェイン会議場、フォートウェイン美術館の改築と拡張があり、変革の始まりとなった。2007年、1億3千万米ドルを掛けたハリソン・スクエア開発が始まり、新しい野球場、駐車場、アパート、小売り、ホテルが造られていった。2009年にパークビュー野球場が、2010年にホテルのコートヤード・バイ・マリオットがオープンした。2011年、利用されていなかったアンソニー・ウェイン・ビルを1,500万米ドルを掛けて50戸のマンションと小売店に転換した。市内初のライフスタイル・センターであるジェファーソン・ポイントのオープンと共に郊外部の成長は続き、2012年には5億3,600万米ドルを掛けたパークビュー地域医療センターが完成した。

## 地理

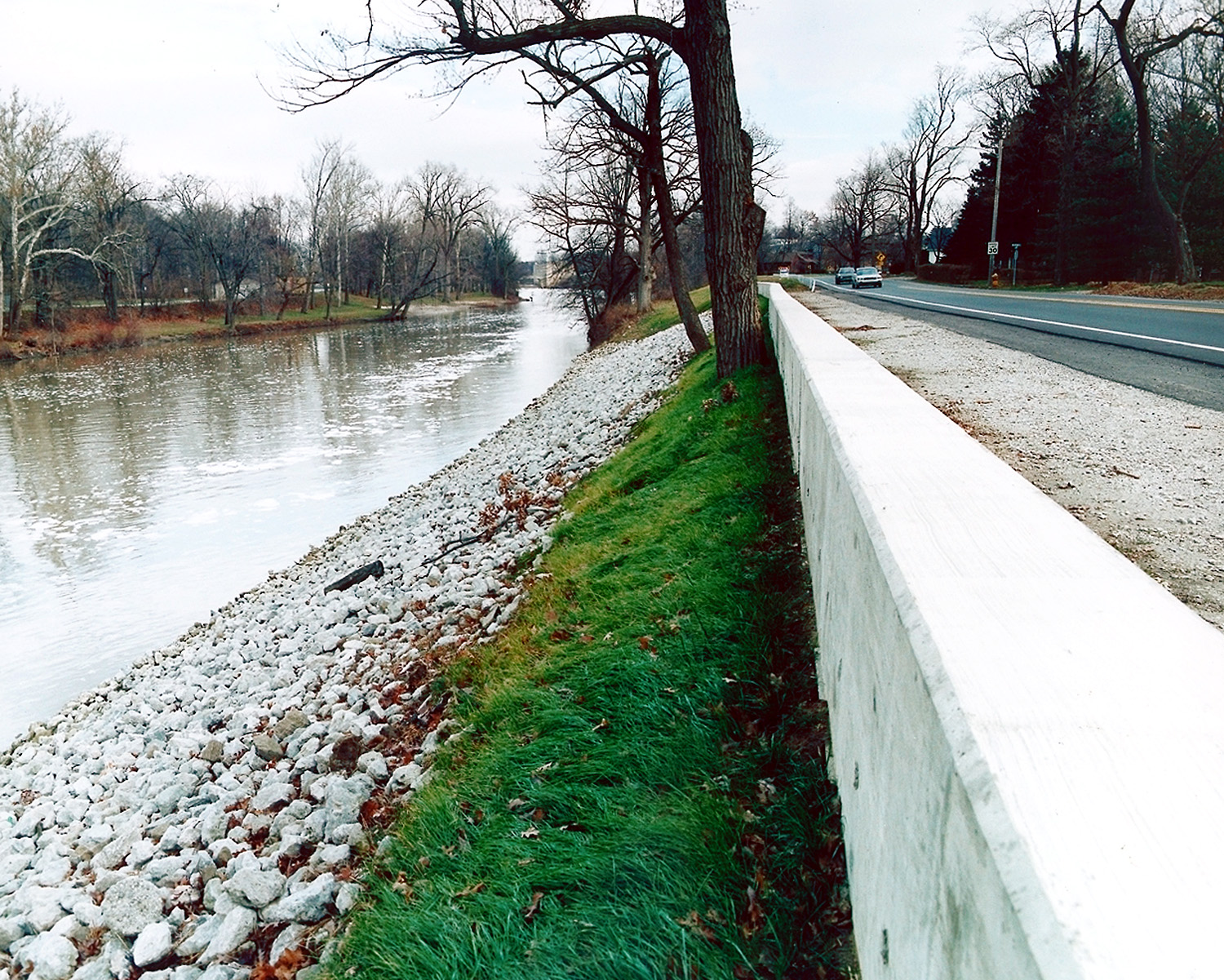
フォートウェイン市北部、セントジョセフ川の洪水制御壁

アメリカ合衆国中西部にあるインディアナ州の北東中央地域に位置する。オハイオ州の西約18マイル (29 km)、ミシガンの南約50マイル (80 km) に位置している。アメリカ合衆国国勢調査局に拠れば、市域全面積は110.83平方マイル (287.0 km2)、このうち陸地は110.62平方マイル (286.5 km2)、水域は0.21平方マイル (0.54 km2)で水域率は0.19％である。北緯41度04分50秒 西経85度08分21秒 / 北緯41.08056度 西経85.13917度 (41.07253, −85.13937) に位置している。
ウィスコンシン氷河の作用を受けた地形はほぼ平坦であり、目立たない岡や谷がある。氷河期の終わりに後退する氷河が土地を侵食し、均一に積まれた堆積物の層を残した。おそらく最も特徴ある地形は、市の直ぐ北、ハンタータウン近くにあるシーダー・クリーク・キャニオンである。市域の西部はティプトン漂礫土平原にあり、東部は元のブラック湿地である。北に流れるセントメアリーズ川と南に流れるセントジョセフ川が、郡のほぼ中央で合流してモーミー川となり、その後北東に流れてエリー湖に注いでいる。五大湖盆地とメキシコ湾水系を分けるセントローレンス大陸分水界に沿っている。
市内の樹林面積率は29%であり、州平均14.5%の2倍、国内平均の27.1%よりも多い。この率は人為的な開発と、エメラルド・アッシュ・ボアラー（昆虫）の侵入によって減っている。フォートウェイン市は1990年以来、アメリカの樹木の都市に指定されてきている。

### 気候
フォートウェインは湿潤大陸性気候（ケッペンの気候区分Dfa）にある。四季がはっきりしている。通常の夏は暑く湿気ており、冬は寒く幾らかの雪が降る。フォートウェイン国際空港で計測される年間平均降水量は37.9インチ (960 mm) である。冬の積雪量は年平均32.9インチ (84 cm) である。湖水効果雪が降ることはよくあるが、通常は軽いにわか雪程度である。
アメリカ国立気象局に拠れば、過去最高気温は2012年6月28日に記録された106°F (41 ℃)、過去最低気温は1918年1月12日に記録された-24°F (-31 ℃) だった。過去最大の月間雨量は1986年7月の11.00インチ (279 mm) 、24時間雨量では1926年8月1日の4.93インチ (125 mm) だった。過去最大の月間降雪量は1982年1月の29.5インチ (75 cm) 、24時間降雪量では1964年3月10日の13.6インチ (35 cm) だった。
悪天候はよくあり、特に春と夏に多い。2001年5月26日に改良藤田スケールEF2の竜巻が襲い、3人が負傷し、コロシアム・ブールバード沿いと一部区画に損傷を与えた。2012年6月の北アメリカ暴風では91マイル/時 (40 m/s) の突風が吹き、78,000戸が停電し、樹木約500本が倒された。被害総額は250万米ドルに昇った。
| フォートウェイン（フォートウェイン国際空港）1981年から2010年の平均、最高最小値は1897年から現在までの気候 | フォートウェイン（フォートウェイン国際空港）1981年から2010年の平均、最高最小値は1897年から現在までの気候 | フォートウェイン（フォートウェイン国際空港）1981年から2010年の平均、最高最小値は1897年から現在までの気候 | フォートウェイン（フォートウェイン国際空港）1981年から2010年の平均、最高最小値は1897年から現在までの気候 | フォートウェイン（フォートウェイン国際空港）1981年から2010年の平均、最高最小値は1897年から現在までの気候 | フォートウェイン（フォートウェイン国際空港）1981年から2010年の平均、最高最小値は1897年から現在までの気候 | フォートウェイン（フォートウェイン国際空港）1981年から2010年の平均、最高最小値は1897年から現在までの気候 | フォートウェイン（フォートウェイン国際空港）1981年から2010年の平均、最高最小値は1897年から現在までの気候 | フォートウェイン（フォートウェイン国際空港）1981年から2010年の平均、最高最小値は1897年から現在までの気候 | フォートウェイン（フォートウェイン国際空港）1981年から2010年の平均、最高最小値は1897年から現在までの気候 | フォートウェイン（フォートウェイン国際空港）1981年から2010年の平均、最高最小値は1897年から現在までの気候 | フォートウェイン（フォートウェイン国際空港）1981年から2010年の平均、最高最小値は1897年から現在までの気候 | フォートウェイン（フォートウェイン国際空港）1981年から2010年の平均、最高最小値は1897年から現在までの気候 | フォートウェイン（フォートウェイン国際空港）1981年から2010年の平均、最高最小値は1897年から現在までの気候 |
| 月 | 1月 | 2月 | 3月 | 4月 | 5月 | 6月 | 7月 | 8月 | 9月 | 10月 | 11月 | 12月 | 年 |
| --- | --- | --- | --- | --- | --- | --- | --- | --- | --- | --- | --- | --- | --- |
| 最高気温記録 °F （°C）                                                                                   | 69 (21)                                                                                                  | 73 (23)                                                                                                  | 87 (31)                                                                                                  | 94 (34)                                                                                                  | 96 (36)                                                                                                  | 106 (41)                                                                                                 | 106 (41)                                                                                                 | 102 (39)                                                                                                 | 100 (38)                                                                                                 | 95 (35)                                                                                                  | 83 (28)                                                                                                  | 71 (22)                                                                                                  | 106 (41)                                                                                                 |
| 平均最高気温 °F （°C）                                                                                   | 32.3 (0.2)                                                                                               | 36.3 (2.4)                                                                                               | 48.0 (8.9)                                                                                               | 61.1 (16.2)                                                                                              | 71.7 (22.1)                                                                                              | 81.0 (27.2)                                                                                              | 84.4 (29.1)                                                                                              | 82.2 (27.9)                                                                                              | 76.0 (24.4)                                                                                              | 63.4 (17.4)                                                                                              | 49.8 (9.9)                                                                                               | 36.2 (2.3)                                                                                               | 60.2 (15.7)                                                                                              |
| 平均最低気温 °F （°C）                                                                                   | 17.8 (−7.9)                                                                                              | 20.8 (−6.2)                                                                                              | 29.2 (−1.6)                                                                                              | 39.4 (4.1)                                                                                               | 49.6 (9.8)                                                                                               | 59.7 (15.4)                                                                                              | 63.2 (17.3)                                                                                              | 61.2 (16.2)                                                                                              | 53.0 (11.7)                                                                                              | 42.2 (5.7)                                                                                               | 33.3 (0.7)                                                                                               | 22.5 (−5.3)                                                                                              | 41.0 (5)                                                                                                 |
| 最低気温記録 °F （°C）                                                                                   | −24 (−31)                                                                                                | −19 (−28)                                                                                                | −10 (−23)                                                                                                | 4 (−16)                                                                                                  | 14 (−10)                                                                                                 | 32 (0)                                                                                                   | 38 (3)                                                                                                   | 38 (3)                                                                                                   | 29 (−2)                                                                                                  | 10 (−12)                                                                                                 | −1 (−18)                                                                                                 | −18 (−28)                                                                                                | −24 (−31)                                                                                                |
| 降水量 inch （mm）                                                                                       | 2.26 (57.4)                                                                                              | 2.04 (51.8)                                                                                              | 2.71 (68.8)                                                                                              | 3.52 (89.4)                                                                                              | 4.27 (108.5)                                                                                             | 4.16 (105.7)                                                                                             | 4.24 (107.7)                                                                                             | 3.64 (92.5)                                                                                              | 2.79 (70.9)                                                                                              | 2.83 (71.9)                                                                                              | 3.09 (78.5)                                                                                              | 2.77 (70.4)                                                                                              | 38.32 (973.5)                                                                                            |
| 降雪量 inch （cm）                                                                                       | 10.5 (26.7)                                                                                              | 7.7 (19.6)                                                                                               | 4.0 (10.2)                                                                                               | 1.0 (2.5)                                                                                                | 0 (0) | 0 (0) | 0 (0) | 0 (0) | 0 (0) | .3 (0.8)                                                                                                 | 1.8 (4.6)                                                                                                | 8.2 (20.8)                                                                                               | 33.6 (85.3)                                                                                              |
| 平均降水日数 （≥0.01 in）                                                                                | 12.6 | 10.1 | 12.2 | 12.9 | 13.0 | 10.9 | 9.8 | 9.4 | 9.1 | 9.7 | 11.2 | 13.0 | 134.0 |
| 平均降雪日数 （≥0.1 in）                                                                                 | 9.5 | 6.7 | 4.1 | 1.0 | 0 | 0 | 0 | 0 | 0 | .2 | 2.6 | 8.2 | 32.3 |
| 平均月間日照時間                                                                                         | 148.8 | 161.0 | 207.7 | 252.0 | 313.1 | 339.0 | 347.2 | 319.3 | 258.0 | 207.7 | 123.0 | 108.5 | 2,785.3                                                                                                  |
| 出典：NOAA, HKO (sun only, 1961−1990)                                                                    | | | | | | | | | | | | | |

## 景観

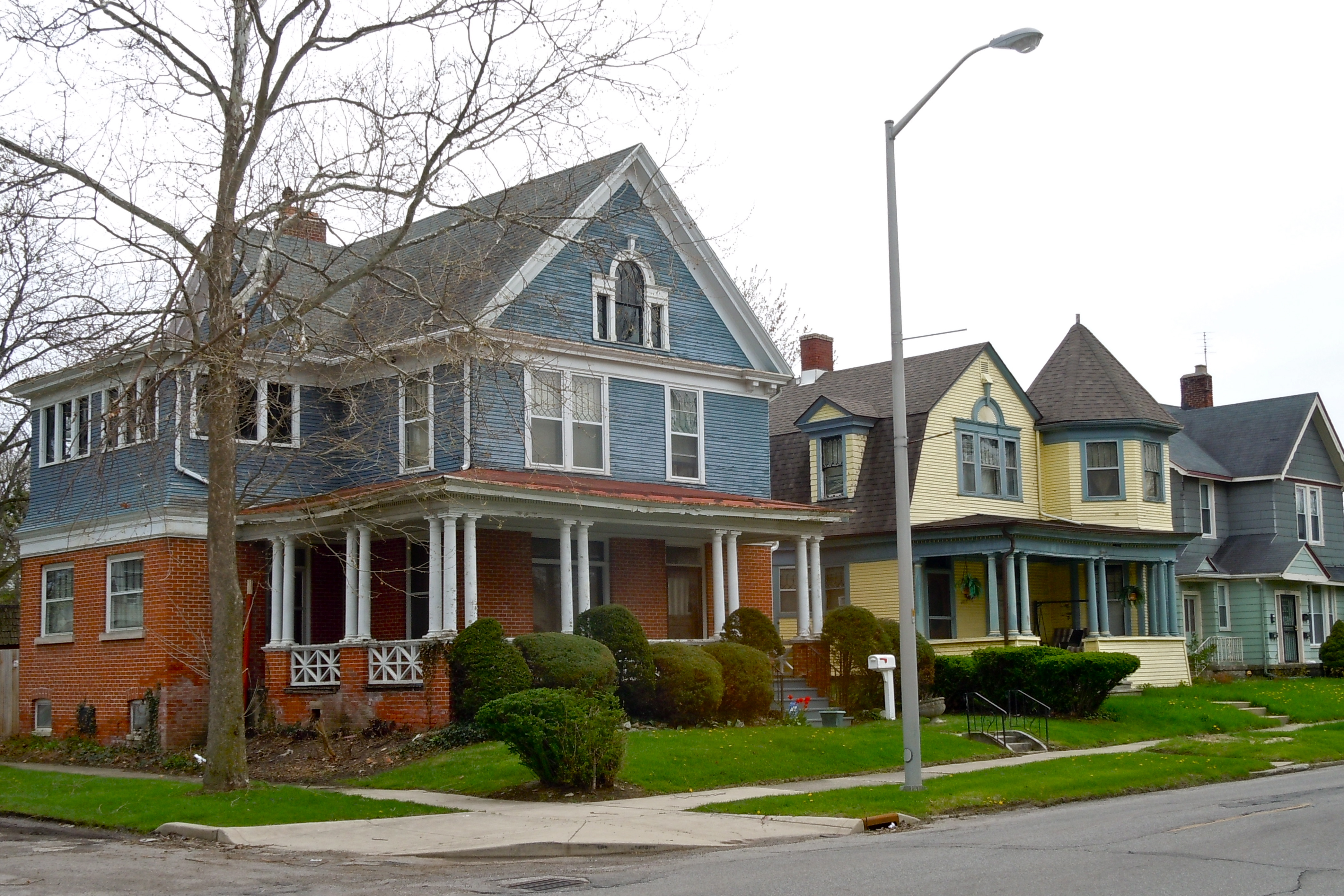
ウィリアムズ・ウッドランド公園歴史地区の家屋群

市内は昔から北東、北西、南東、南西の4つに区分されている。南西と南東を分けるのがカルフーン通りであり、北西と北東はセントジョセフ川で分けられている。モーミー川が北東と南東を分け、セントメアリーズ川の一部とシカゴ・フォートウェイン・アンド・イースタン鉄道が北西と南西を分けている。

### 建築物
19世紀の市内はギリシャ復古調、ゴシック復古調、イタリア様式の建築物が多かった。ギリシャ復古調建築は数少なくなっており、1827年建設のリチャードビル邸がアメリカ合衆国国家歴史登録財に指定されて残っている。ゴシック様式とゴシック復古調建築は市内の最も著名な教会に見られる。1860年建設のイマキュレイト・コンセプション大寺院、1865年建設のトリニティ・エピスコパル教会、1889年建設のセントポールズ・エバンゲリカル・ルーテル教会などである。

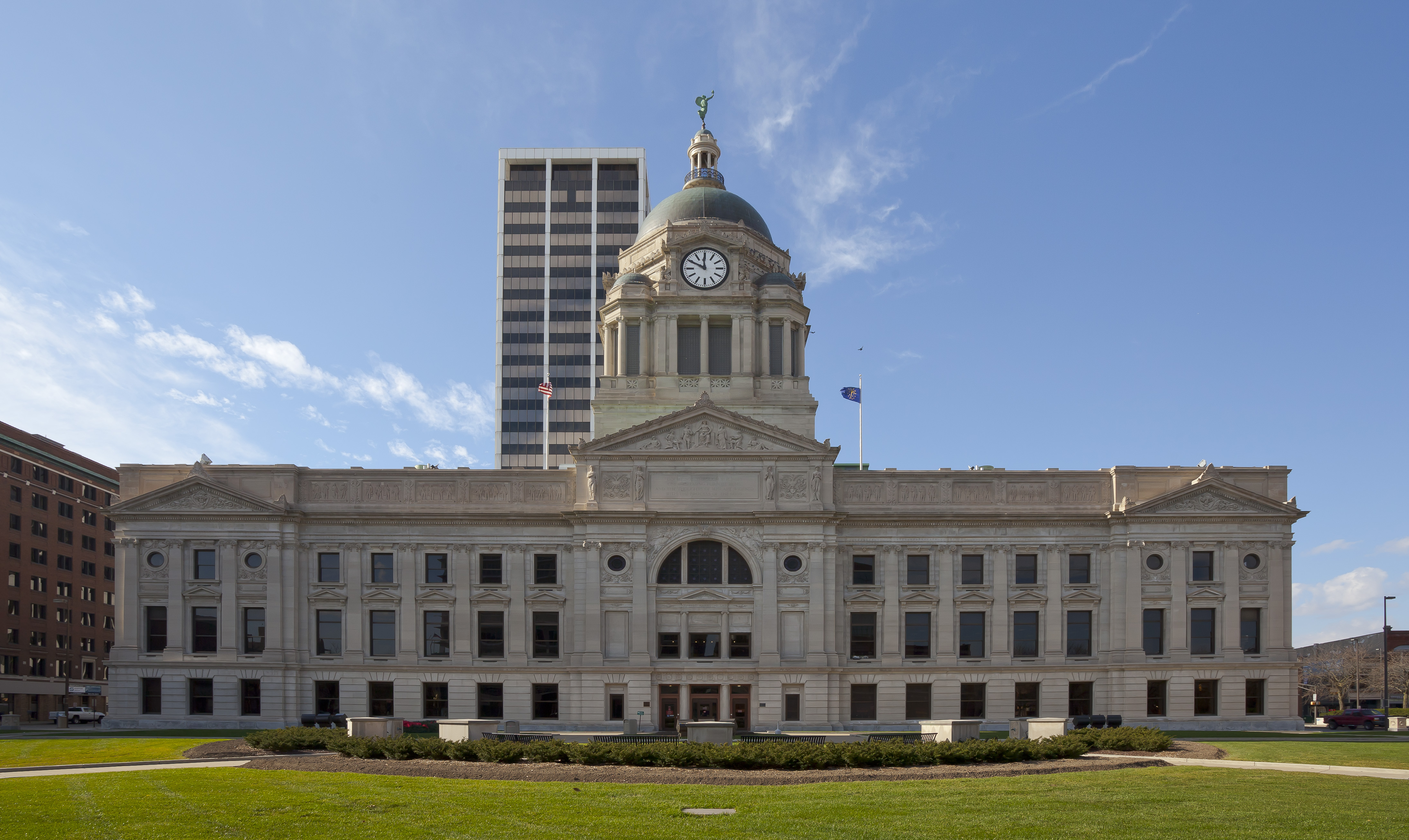
アレン郡郡庁舎は2003年にアメリカ合衆国国家歴史登録財に指定された

20世紀初期に人気のあった建築様式はアン女王様式、リチャードソン・ロマネスク様式、新古典調様式、コロニアル復古調、オランダ・コロニアル復古調、チューダー復古調、プレーリー様式、アメリカン・クラフツマン様式、アメリカン・フォースクエア様式およびアール・デコ調だった。リチャードソン・ロマネスク様式の建築物には、1893年建設の旧フォートウェイン市役所、同じく1893年建設の消防車庫3号、1902年建設のジョン・H・バス邸宅があり、全てウィング&マフリンの設計である。新古典調様式の例としては、1926年建設のマソニック・テンプル、1927年建設のノースサイド高校がある。新古典調様式と密接に関わるボザール様式建築は1890年代と1900年代初期の都市美運動の時期に人気を得て、1902年建設のアレン郡郡庁舎に反映されている。アレン郡郡庁舎はアメリカ合衆国国家歴史登録財に指定されている市内2棟の1つである。ペンシルバニア鉄道駅、別名ベイカー通り駅はアメリカン・クラフツマン様式で設計された。アール・デコ調の建築物には、高さ312フィート (95 m) と市内初の高層ビルかつ州内最高の建物（1930年から1962年）となったリンカーン・バンク・タワーや、1932年建設のE・ロス・アデア連邦政府ビルとアメリカ合衆国裁判所がある。ウィリアムズ・ウッドランド公園歴史地区にはアン女王様式やコロニアル復古調の住宅が見られる。フォレストパーク・ブールバード歴史地区にはチューダー復古調の家屋がある。
モダニズム建築とポストモダン建築は、20世紀後半に建設した建物に見られる。1952年建設のジョン・D・ヘインズ邸はフランク・ロイド・ライトが設計し、1953年建設のコンコーディア神学校はエーロ・サーリネンが設計した。ポストモダン建築家マイケル・グレイヴスが初めて受注したのが1967年建設のハンセルマン邸であり、1972年のスナイダーマン邸は後に解体された。1973年に建設されたアーツ・ユナイテッド・センターは、ルイス・I・カーンがバイオリンとそのケースからヒントを得て設計した。その他の著名建築物として、1982年建設のワン・サミット・スクエアは高さが442フィート (135 m) あり、市内では最高、インディアナポリス市を除けば州内最高となっている。

### 公園とレクリエーション

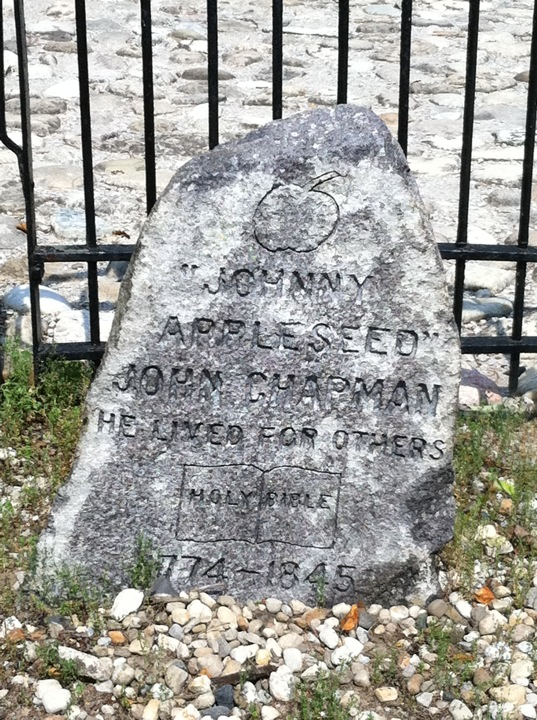
ジョニー・アップルシード公園にあるアップルシードの墓石

フォートウェイン公園とレクリエーション部が市内86の公共公園と3つのパブリックゴルフ場を維持しており、その総面積は2,805エーカー (11 km2) になる。そのうちフランク公園が最大であり、面積は316.4平方マイル(1.3 km2) ある。この公園内にはフォーリンガー劇場、ショーフ湖、フォートウェイン子供動物園があり、年間約50万人が訪れている。その他の著名公園として、ジョニー・アップルシード公園（アップルシードの墓がある）やマカロック公園（サミュエル・ビッガーの墓がある）がある。フォーリンガー・フライマン植物温室、ヘッドウォーターズ公園、ロートン・スケート公園、歴史あるウェイン砦が中心街にある。グラビルに近いハーシュタウン貯水池は郡内最大の水域であり、セーリングや釣りなどウォータースポーツで親しまれている。中心街のセントメアリーズ川沿いにあるフォートウェイン・アウトフィッターズではカヌー、カヤック、立ち漕ぎボード、はしけがレンタルされ、3つの河川のレクリエーションを楽しむことができる。

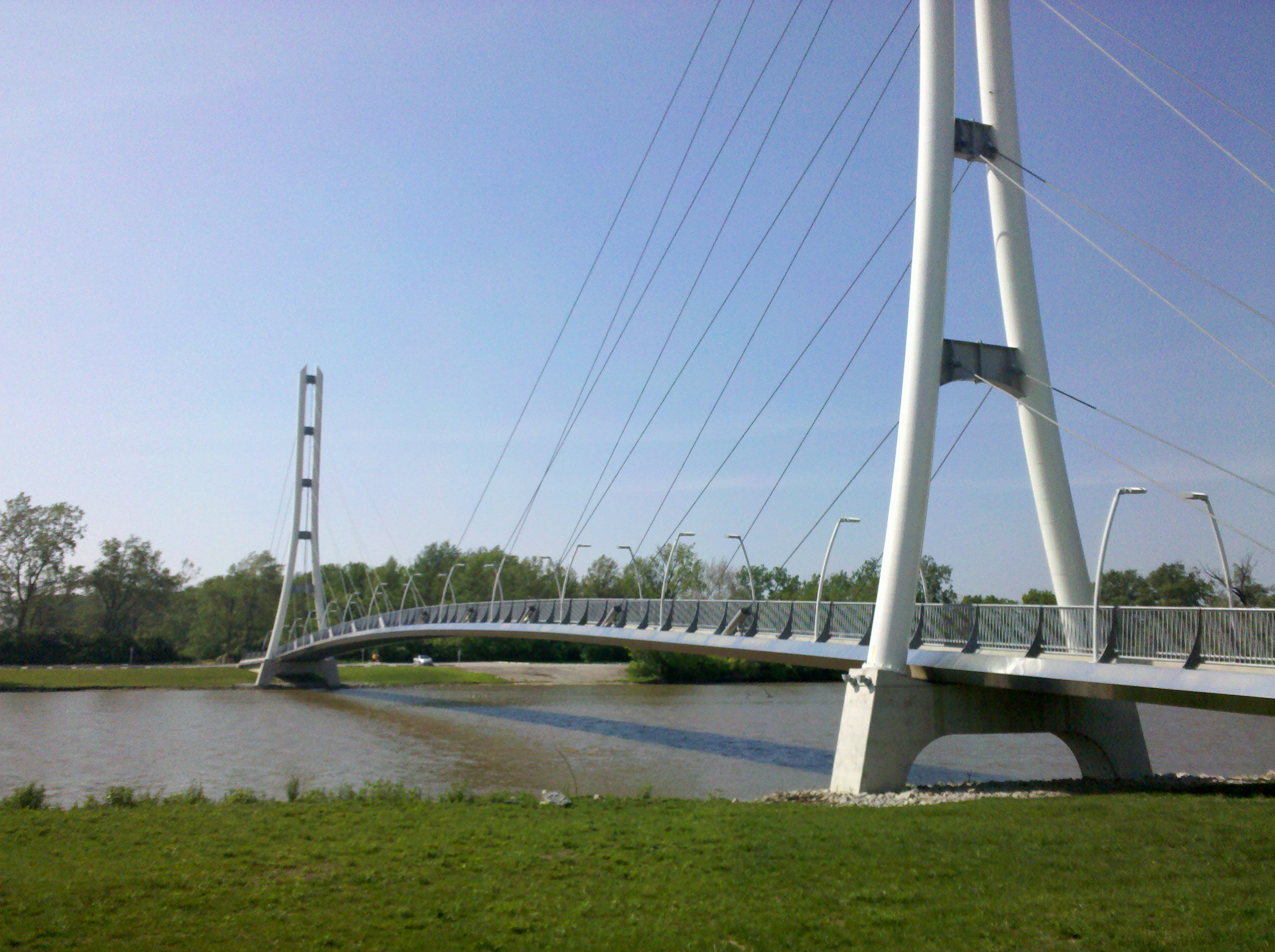
セントジョセフ川に架かるロン・ベンダリー・ファミリー橋、インディアナ大学・パデュー大学フォートウェイン校とリバーグリーンウェイを繋いでいる

1970年代からリバーグリーンウェイと呼ばれる川土手の歩道や自転車道の体系を整備してきており、川面の美化と住民の活動的ライフスタイルを奨励している。2013年時点で、市と郡にのびる総延長70マイル (112 km) まで延伸されてきた。2009年には全国レクリエーション・トレイルに指定された。
2007年インディアナ州交通省がフォートウェイン・トレイルネットワークのパッファーベリー・トレイルと呼ばれる延伸部建設の補助として、100万米ドル近くを市に与えた。これはフォートウェイン子供動物園と市の北側郊外部をトレイル・システム全体に繋ぐことになる。この計画は線路跡を歩道にするものであり、廃線になったペン・セントラル鉄道の通行権を利用している。最終計画では北のアンゴラ近くでポカゴン州立公園と繋ぎ、南ではブラフトン近くでウォバッシュ州立公園と繋ぐ予定である。
近年のトレイルの発展で住民にとってサイクリングが重要になってきた。2009年、市当局はバイク・フォートウェインと呼ぶ新しく採択された包括的計画に従い、全市の通りで自転車レーンを設置し、250か所以上の駐輪場を造る計画を発表した。2012年、アメリカ自転車乗り同盟が市を「自転車乗りのために安全な配慮と施設を提供し、交通やレクリエーションのために市民に自転車を奨励している」ことでブロンズ・レベルに認定した。
2012年、フォートウェイン・トレイルネットワークを利用した住民は48万人以上になった。

## 経済
フォートウェインの経済史において製造業が深く根ざしており、ウォバッシュ・アンド・エリー運河の重要な交易点として成長した初期にまで遡ることができる。運河が開通してから間もなく鉄道が開通し、シカゴ、デトロイト、トレド、クリーブランドなど五大湖周辺の急成長した工業都市との交通が強化され容易になった。20世紀の初期から中盤を通じて製造業が市経済の中心だった。1900年から1930年の間に工業生産高は747%成長し、1929年の生産高は9,500万米ドルとなって、1899年の生産高1,100万米ドルから大きく増加した。労働力も1900年の18,000人から1930年の5万人に増加した。
市内にある企業としては、ダナ・コーポレーション、フルーハウフ・コーポレーション、ゼネラル・エレクトリック、インターナショナル・ハーベスター、マグナボックス、オールド・クラウン・ブルーイング・コーポレーション、トクハイムなどがある。製品では、冷蔵庫、洗濯機、自動蓄音機、食肉加工機、テレビ、ゴミ・ディスポーザー、自動車部品とエンジン、トレーラー、ガソリン・ポンプ、トラック、ビール、テントと天幕がある。磁気ワイヤーの生産は市経済にとって取り分け重要になった。1960年、国内の磁気ワイヤー生産の中心地となり、ニューヘイブン・ワイヤー・アンド・ケーブル社、フェルプスドッジ、レイ・マグネット・ワイアー、シュピアリア・エセックスなどの企業があり、ゼネラル・エレクトリックのフォートウェイン工場では北アメリカの磁気ワイヤーの90%近くを生産した。
.
1970年代と1980年代は経済不況の時代だった。製造業の基盤が崩れ、ブルーカラー労働力が減り、ラストベルトの中にある他の経済が傾いた都市の仲間入りをした。市経済にとって最大の打撃は、1982年9月27日、最盛期には10,600人を雇用していたインターナショナル・ハーベスターが市内の組立工場を閉鎖すると発表したことだった。1980年代初期の不況に他地域の工場閉鎖が組み合わされ、市は3万人分の仕事が無くなり、失業率は12.1%にもなった。ゼネラルモーターズが1987年にアレン郡に進出してきたことで、インターナショナル・ハーベスターの抜けた穴を埋め、3,000人を雇用して地域の回復に寄与した。
1990年代と2000年代に入って、市は経済の多様化を進めた。製造業はアレン郡労働力の16.9%を雇用するだけになった。他の重要な産業として、物流、輸送で23.1%、医療で17.9%、専門サービスと事業サービスで12.1%、レジャーと宿泊で11.1%、金融サービスで6.3%となった。レジャーと宿泊の部門は特に成長し、2009年には570万人の観光客が市内で4億6,600万米ドルを消費した。また防衛産業の中心にもなり、BAEシステムズ（1,015人）、ITTエクセリス（1,203人）、レイセオン・システムズ（950人）など市内で数千人を雇用した。2012年郡の労働力は174,207人、失業率は8.3%となった。
フォートウェインには、ドゥ・イット・ベスト、フランクリン・エレクトリック、フロンティア・コミュニケーションズ・セントラル・リージョン、ゲンテック、インディアナ・ミシガン・パワー、K&Kインシュアランス、メディカル・プロテクティブ、ノースアメリカン・ヴァン・ラインズ、レイ・マグネット・ワイヤー、スティール・ダイナミクス、スウィートウォーター・サウンド、ベラ・ブラッドリーなどが本社を置いている。スティール・ダイナミクスがフォーチュン500で318位に入っており、このランキングに入る会社で唯一市内に本社を置いている。
フォートウェイン・アレン郡経済開発同盟に拠れば、2013年11月時点で郡内最大雇用主10傑は次の通りである。

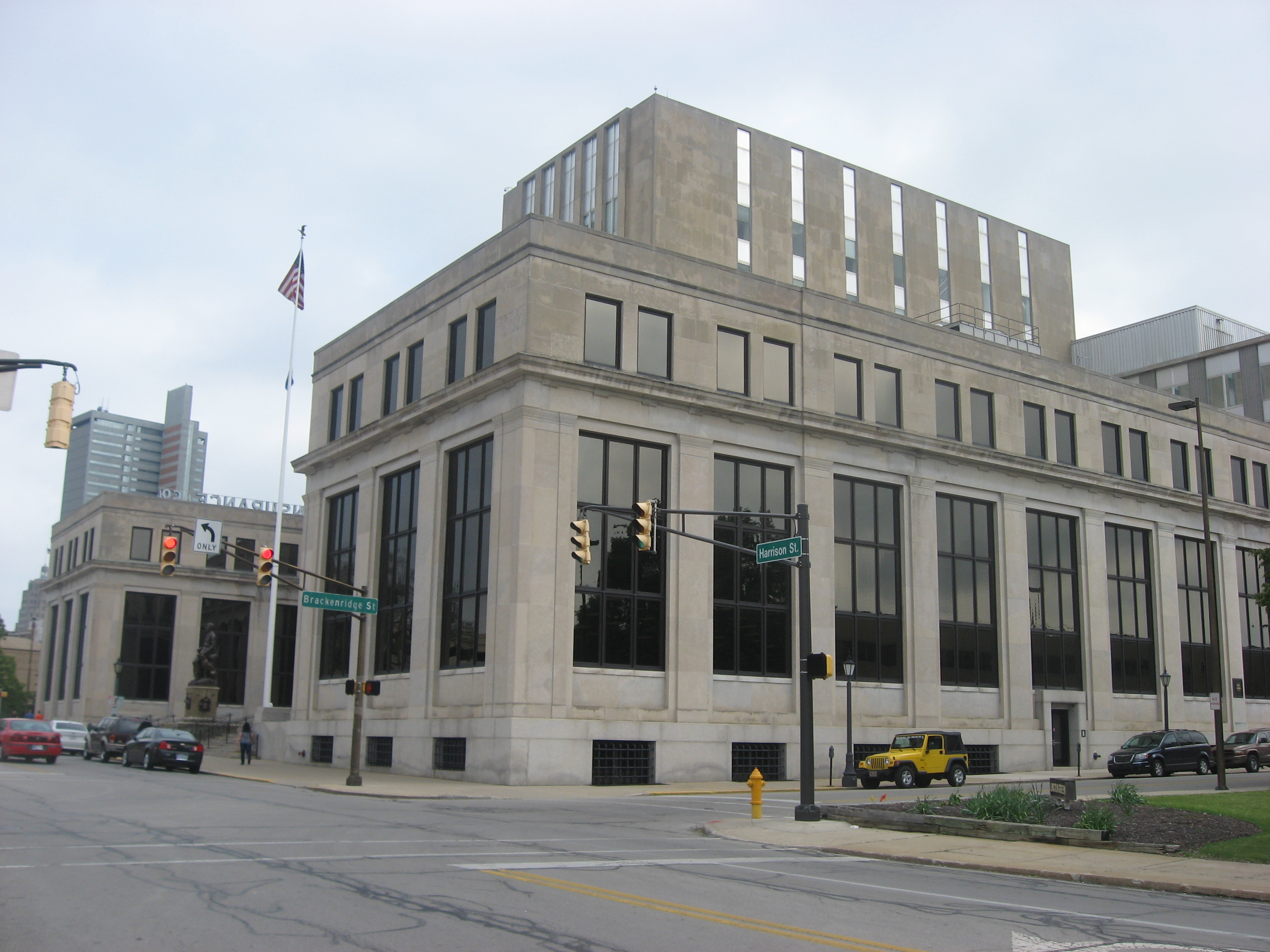
リンカーン・ナショナル・コーポレーション、1905年設立、中心街にある元本社で2,000人近くを雇用している

| 順位 | 雇用主                                           | 従業員数 |
| ---- | ------------------------------------------------ | -------- |
| 1    | パークビュー・ヘルス・システム                   | 4,710    |
| 2    | ルーテラン・ヘルス・ネットワーク                 | 4,301    |
| 3    | フォートウェイン・コミュニティ・スクールズ       | 4,230    |
| 4    | ゼネラルモーターズ                               | 3,909    |
| 5    | フォートウェイン市                               | 2,003    |
| 6    | リンカーン・ファイナンシャル・グループ           | 1,970    |
| 7    | アレン郡                                         | 1,605    |
| 8    | BFグッドリッチ                                   | 1,580    |
| 9    | インディアナ大学・パデュー大学フォートウェイン校 | 1,255    |
| 10   | ITTエクセリス                                    | 1,165    |

## 文化

### 芸能

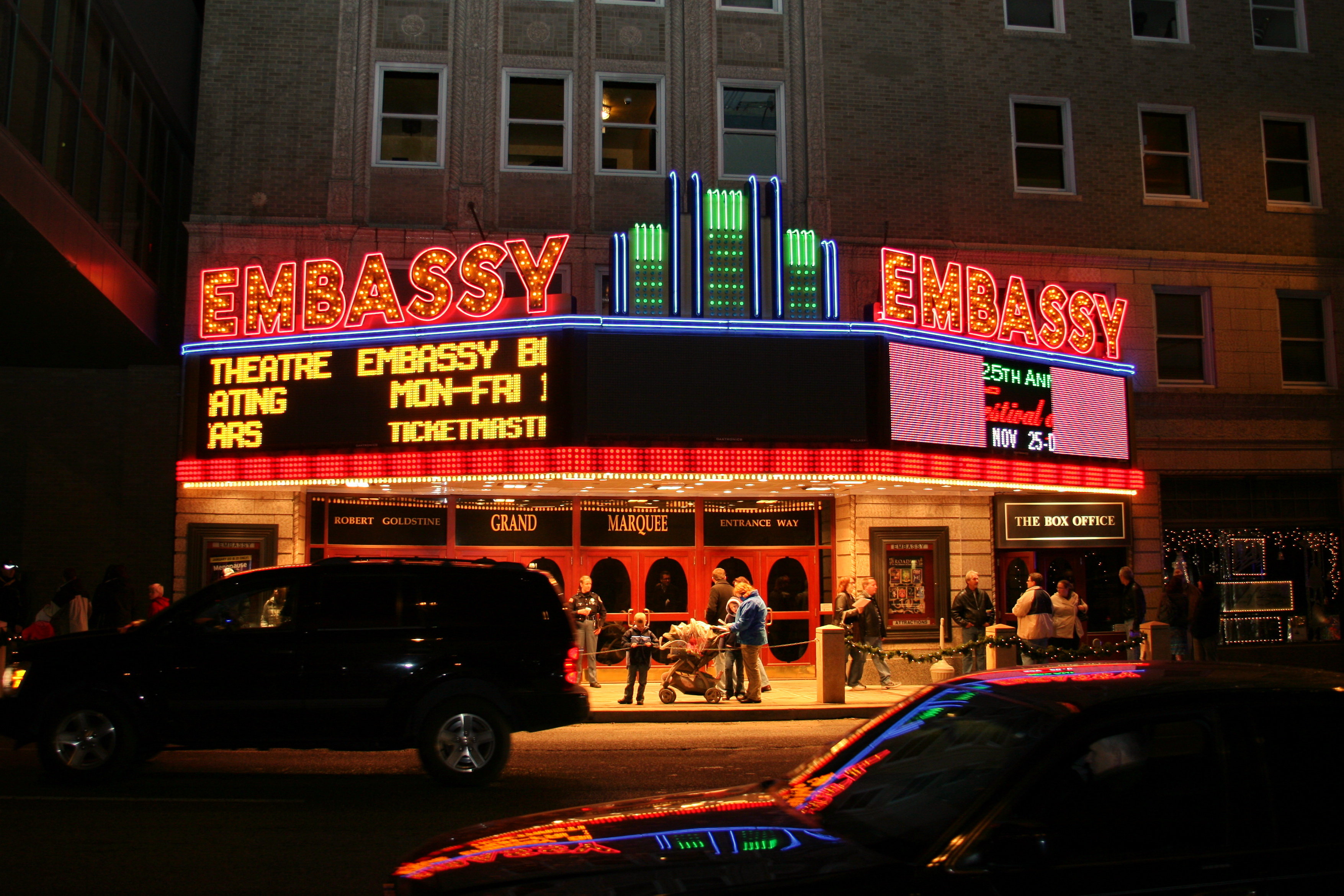
中心街のエンバシー劇場庇

エンバシー劇場は、2,471席の芸術劇場であり、当初は1928年に映画館として建設された。コンサート・ツアーから、ブロードウェイ・ミュージカル、ダンス、地域行事、講演会までを催し、年間20万人の利用者がある。フォートウェイン交響楽団はその1944年の設立以来この劇場を使うことが多い。インディアナ大学・パデュー大学フォートウェイン校の視覚芸能学部には、広さ85,000平方フィート (7,900 m2)、1,600席のジョン・アンド・ルス・ラインハルト音楽センター（2007年オープン）と297席のアーネスト・E・ウィリアムズ劇場（1992年オープン）がある。セントフランシス大学芸能センターはその中心街キャンパスにあり、2,086席のホールがある。
中心街の文化地区はその2010年の設立以来、芸術ユナイテッドセンター、アウアー芸術文化センター、フォートウェイン美術館、ホール・コミュニティアーツ・センターがある。芸術ユナイテッドセンターには、フォートウェイン市民劇団、フォートウェイン・ダンス・コレクティブ、フォートウェイン青年劇団が入っており、660席である。2011年にオープンしたアウアー芸術文化センターには多くの文化組織の中でもフォートウェインバレー団が入っている。2013年10月時点で観客席数200のブラックボックス劇場が建設中である。ホール・コミュニティアーツ・センターがこの地区の東端にあり、映画館が入っている。
グランド・ウェイン会議場は主に展示会や会議に利用されるが、ダンスやコーラスの催しがあり、例えば毎年開催される教育における芸術と音楽の基金ノースイースト祭が開催されている。毎年約17,000人の地元芸術家や音楽家が参加する。1987年以来、インディアナ州北部40郡で多文化芸術プログラムで320万人を集めてきた。フランク公園の動物園近くにある屋外のフォーリンガー劇場は、観客席が約2,500あり、温かい季節に劇やコンサートを公演している。中心街の西にあるアリーナ・ディナーシアターは非営利コミュニティアートの団体であり、劇の公演に注力し、毎年7回のノーカット劇公演を行っている。

### 祭
- バーベキュー祭は6月半ばの4日間にヘッドウォーターズ公園で開催され、バーベキュー・リブの調理や屋台、生演奏が行われる。毎年約4万人の観客を集めている[101]
- バスカーフェストは6月下旬の夜に、ワン・サミット・スクエアで開催される。バスカーすなわち大道芸人のお祭りである。火吹き、鼓笛隊、ブレイクダンス、ジャグラー、パントマイム、チョーク絵画などが出る[102]
- フォート4フィットネスは、2008年に始まり、住民に健康なライフスタイルをアピールしている。ハーフマラソン、4マイル (6.4 km) の競走とウォーキング、健康フェア、健康食の展示がある。2011年のハーフマラソンには9,000人以上が参加した[103]。2012年 フォート4フィットネスは最初の春のサイクルであるバイク・ザ・フォートを開催し、3つの自転車ツアーには1,000人以上が参加した[104]
- フォートウェイン・プライドは、7月下旬の2日間にヘッドウォーターズ公園で開催される。1996年に始まり、ノースイースト・インディアンのLGBT社会を祝すものである。プライド・マーチ、「フォートウェインのファイネスト・ドラッグ・ショー」、生演奏、屋台、コメディルーティンなどがある
- ジャーマンフェストは1981年に始まり、市内最大の先祖集団を祝っている。ジャーマンフェスト・ベイクオフやナショナル・ワイナー・ドッグ・ファイナルズが開催される。6月の第1週にヘッドウォーターズ公園で開催されている[105]
- ギリシャ・フェスティバルは6月下旬の4日間にヘッドウォーターズ公園で開催されている。1980年に始まり、料理、音楽、ダンス、5kmのランとウォークによって、ギリシャの歴史遺産を祝っている
- ホリデイフェストは、サンクスギビングデイ（11月の第4木曜日）前日に始まり、PNCサンタのライティングとレインディアの照明ディスプレイ、ウェルズ・ファーゴ・ホリデイ・ディスプレイ、インディアナ・ミシガン・パワー・クリスマスレースが出され、パークビュー野球場での花火大会で終わる[106]。この季節の他の行事には、ヒストリーセンターでのジンジャーブレッド祭、エンバシー劇場での樹木の祭、レインディアロンプ5k、ヘッドウォーターズ公園アイスリンクがある
- 日本の桜花祭は、5月半ばの1日に中心街で開催されている。音楽、芸術、料理、特にフォートウェインの姉妹都市である高岡市との関係、桜が咲く季節を通じて日本文化を祝う[107]
- ジョニー・アップルシード祭は9月第3週の日間でジョニー・アップルシード公園で開催されている。この公園にはアメリカの伝説になっているジョニー・アップルシードが埋葬されていると考えられている。伝統的な食べ物、工芸品、アップルシードの時代を想起させる歴史再現があり、毎年推計で30万人の観衆が集まる[108]
- ナショナル・サッカー祭は、インディアナ大学・パデュー大学フォートウェイン校のヘフナー・サッカー競技場で8月末近くの4日間開催されている。20の大学のサッカーチームが競う。他にもユースの試合、生演奏、屋台がある[109]
- スリーリバー祭は、7月半ばの9日間、推計40万人の観衆を集めて行われる[110]。コミュニティのパレード、ミッドウェイ、ホットドッグ早食いコンテスト、ベッドレース、筏レース、芸術祭、花火大会など200以上の出し物がある
- 毎年7月にグランド・ウェイン会議場で「イカスコン」というアニメコンベンションが開催されている。

### 博物館

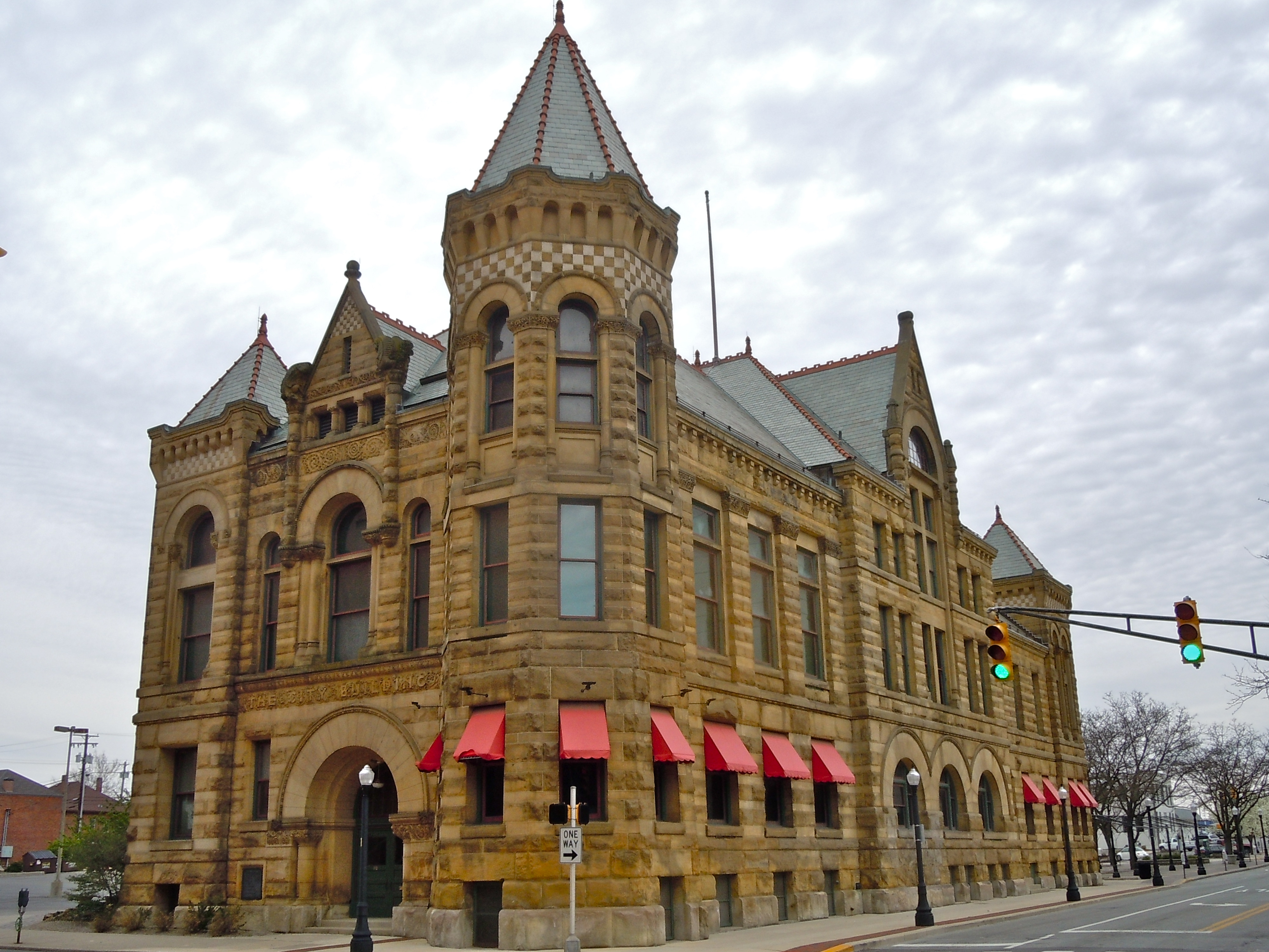
旧フォートウェイン市役所、現在はヒストリーセンター

2000年に中心街近くにオープンしたアフリカ人アフリカ系アメリカ人歴史博物館は、2つのフロアにアメリカ合衆国の奴隷制度、地下鉄道 (秘密結社)、アフリカ系アメリカ人発明家、および地元アフリカ系アメリカ人コミュニティの歴史に関する10の展示を行っている。1921年に設立されたフォートウェイン美術館はアメリカ博物館同盟に認証されており、アメリカ芸術の収集と展示に特化している。その直ぐ南にアウアー芸術と文化のセンターがあり、アートリンクなど地元の芸術と文化の組織を収容するために2011年に開館した。フォートウェイン国際空港にあるグレーター・フォートウェイン航空博物館は地域の航空術の歴史を納め、アート・スミスや第二次世界大戦のエース・パイロット、ポール・ファンク・ベアなど地元飛行家に関する記念品を展示している。ヒストリーセンターは旧市役所に入っており、地域の歴史を想起させる23,000以上の人工物収集品を管理している。このセンターはアレン郡・フォートウェイン歴史協会が監督しており、この教会は他にも市内にある2つのアメリカ合衆国国家歴史登録財の1つであるリチャードビル邸を維持している。
歴史的ウェイン砦は1815年建造の砦の複製であり、3つの川が集まる地点近く、ヘッドウォーターズ公園のセントメアリーズ川対岸にある。この砦では年間を通じて、定期ツアーや歴史再現が行われている。中心街にある消防車庫3号はフォートウェイン消防博物館であり、1839年以降のフォートウェイン消防署の工作物や、以前使われていた消防車4台を展示している。中心街の直ぐ北にある旧市電燈発電所には対話型科学センターであるサイエンス・セントラルがある。ここでは常設展示と期間展示があり、年間13万人が訪れている。カーペルズ原稿図書博物館は国内に10ある同種博物館の1つであり、教育活動を通じて著名な文書や人工物の収集品を展示している。

### スポーツ
フォートウェイン市は3つのマイナーリーグ・スポーツチームが本拠地にしている。イーストコースト・ホッケー・リーグのフォートウェイン・コメッツ、NBAデベロップメント・リーグのフォートウェイン・マッドアンツ、ミッドウェストリーグ（野球）のフォートウェイン・ティンキャップスである。また女子フラットトラック・ダービー協会ディビジョン2（ローラーゲーム）のフォートウェイン・ダービーガールズも本拠地にしている。大学間スポーツではNCAAディビジョンIサミットリーグのインディアナ大学・パデュー大学フォートウェイン校、NAIAのインディアナ工科大学（ウォルバリン・フージャー・アスレティック・カンファランス）、セントフランシス大学（クロスローズリーグとミッドステーツ・フットボール協会）がある。
元は3つのプロチームがあった。NBAのフォートウェイン・ピストンズ（現在はデトロイト）、全米女子プロ野球リーグのフォートウェイン・デイジーズ、全米プロ野球選手協会（最初のメジャーリーグ）のフォートウェイン・ケキオンガスである。
幾つかのスポーツについてフォートウェインで初物があった。1871年5月4日、フォートウェイン・ケキオンガスとクリーブランド・フォレストシティーズの間で初のプロ野球試合があった。この試合は9回表までケオキンガスが2対0でリードしたところで、雨のために中断された。1883年6月2日、記録に残るところでは最初期のナイター照明野球試合として、クインシー・プロフェッショナルズの試合があった。1948年、フォートウェイン・ピストンズのコーチ、カール・ベネットが、そのアレクサンダー通りにあった自宅で、BAAとNBLの合併を仲立ちしたので、現在のNBAが生まれた場所とされてもいる。1961年3月10日、メモリアル・コロシアムでのNBAの試合で、ウィルト・チェンバレンが1シーズン3,000得点に達した初のプレーヤーとなった。
2007年の「ストリート&スミス・スポーツ・ビジネス・ジャーナル」では、「マイナーリーグ・スポーツにとって国内最良の場所」にフォートウェインが挙げられた。2009年の評価では第2位だった。
| フォートウェインのプロスポーツ・チーム | フォートウェインのプロスポーツ・チーム | フォートウェインのプロスポーツ・チーム          | フォートウェインのプロスポーツ・チーム | フォートウェインのプロスポーツ・チーム | フォートウェインのプロスポーツ・チーム                                 |
| 名称                                   | スポーツ                               | リーグ                                          | 設立年                                 | 会場                                   | 優勝履歴                                                               |
| -------------------------------------- | -------------------------------------- | ----------------------------------------------- | -------------------------------------- | -------------------------------------- | ---------------------------------------------------------------------- |
| フォートウェイン・ダービーガールズ     | ローラーダービー                       | 女子フラットトラック・ダービー協会ディビジョン2 | 2005年                                 | アレン郡戦争記念コロシアム             |                                                                        |
| フォートウェイン・コメッツ             | アイスホッケー                         | イーストコースト・ホッケー・リーグ              | 1952年                                 | アレン郡戦争記念コロシアム             | 1963年、1965年、1973年、1993年、2003年、2008年、2009年、2010年、2012年 |
| フォートウェイン・マッドアンツ         | バスケットボール                       | NBAデベロップメント・リーグ                     | 2007年                                 | アレン郡戦争記念コロシアム             |                                                                        |
| フォートウェイン・ティンキャップス     | 野球                                   | ミッドウェストリーグ                            | 1993年                                 | パークビュー野球場                     | 2009年                                                                 |

### 宗教

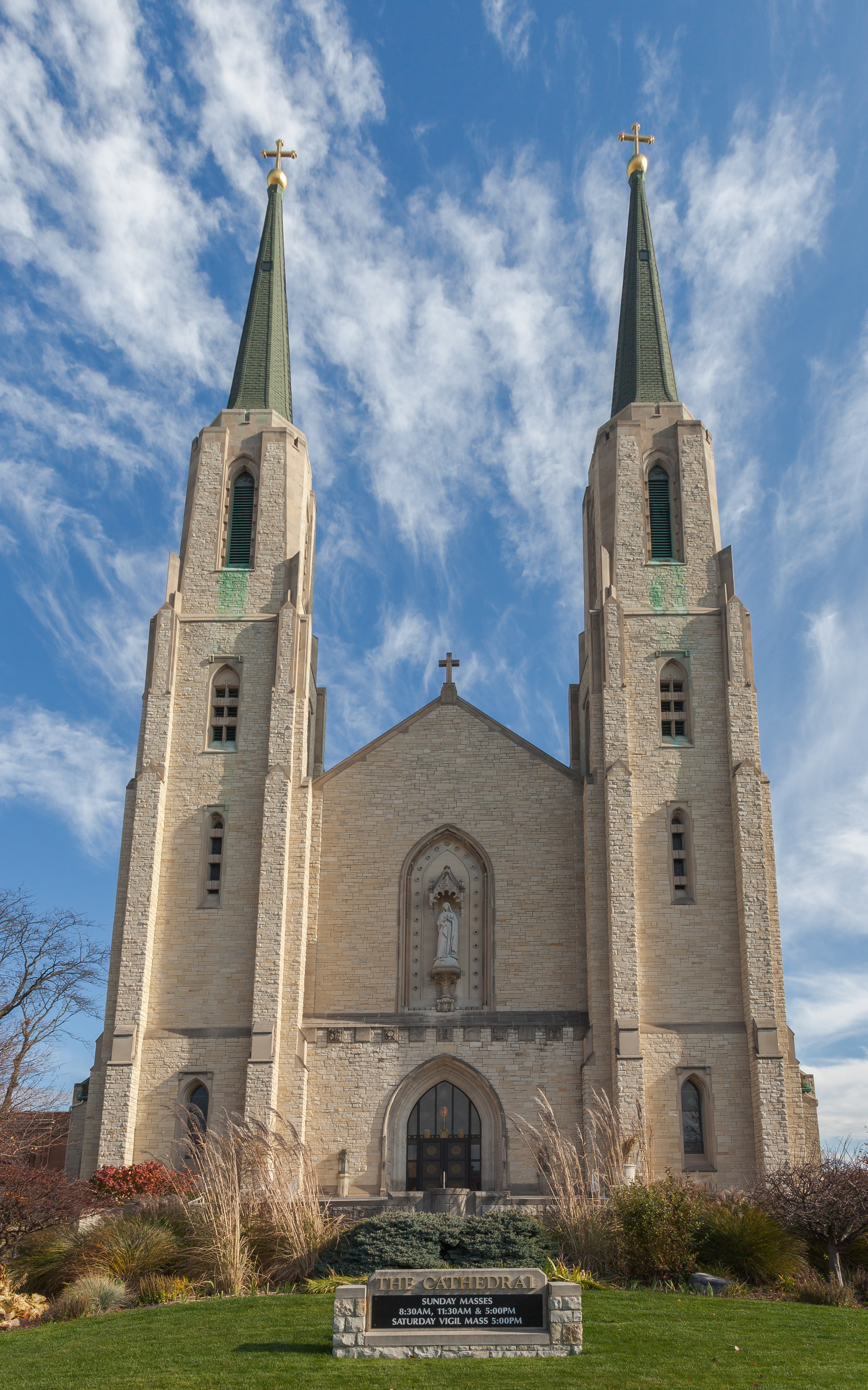
イマキュレイト・コンセプション大寺院

フォートウェインは「教会の都市」と呼ばれることがある。これは非公式のニックネームであり、19世紀後半にカトリック教会、ルーテル教会、エピスコパル教会の地域中心だったことに起因している。今日では市内に約360の教会がある。市民の54%は信仰心があるとされており、国内平均の49%より少し高い。このうち16%がカトリック、9%がルーテル教会、6.5%がバプテスト、5%がメソジスト、0.14%がユダヤ教、その他のキリスト教が16.5%となっている。移民の間では仏教、ヒンドゥー教、イスラム教など宗教的少数者が増えている。
現在イマキュレイト・コンセプション大寺院がある場所に、1834年から1835年に最初のカトリック教区としてセントメアリーズが開設された。セントポールズ・エバンゲリカル・ルーテル教会は1837年に市内初、州内で2番目のルーテル教会として設立された。トリニティ・エピスコパル教会は市内初の恒久的エピスコパル教会として1850年に開設された。改革派ユダヤ教徒は、1848年に設立され州内最古のユダヤ教会となっているコングリゲーション・アクダス・ベショロムがある。ビーナイ・ジェイコブは保守派ユダヤ教徒のためのものである。どちらの教会もフォートウェイン・ユダヤ連盟に入っている。2013年、ミャンマー・イスラム教徒の最初のモスクの建設が始まった。これは世界でも1970年代半ば以来のことである。ミャンマー系移民は母国における宗教迫害から逃れて移民してきており、ミャンマーでは30以上のモスクが破壊された。
2012年12月時点で、キリスト教系の4つの会派が市内に本部を置いている。すなわち、ルーテル教会アメリカ協会、原理的バプテスト・フェローシップ協会、ミッショナリー・チャーチInc.、フェローシップ・オブ・エバンゲリカル教会である。北インディアナ州14郡を管轄するローマ・カトリック・フォートウェイン・サウスベンド教区の本部も市内にある。

## 法と政治
市政府は市長・市政委員会の形態を採っている。市長、市事務官、市政委員は4年間任期で選ばれている。市政委員は9人おり、6人が小選挙区から、3人が市全体を選挙区に選出される。
インディアナ州議会では、上院に3人、下院に5人の議員を送っている。アメリカ合衆国議会下院ではインディアナ州第3選挙区に属し、2010年以降共和党員を送り出している。
インディアナ州法の「ユニガブ」条項によって、市人口が25万人を超え、州内第1級都市になった時に、市と郡は自動的に統合されることになった。2006年1月1日にアボイト郡区およびウェイン郡区の小部分を併合し、人口が25,094人増えて条件を満たすことになった。しかし、2004年の州法回生で第1級都市の条件は25万人から60万人に引き揚げられた。これを満たす都市は州内でインディアナポリス市のみである。
E・ロス・アデア連邦政府ビルとアメリカ合衆国裁判所の建物にはアメリカ合衆国インディアナ北地区裁判所が入っており、これは1928年にアメリカ合衆国議会によって認定された。
法の執行はフォートウェイン警察署が担当し、460人の署員がいる。2006年、犯罪率は人口10万人当たり5,104.1件となり、全国平均の4,479.3件を上回った。殺人は18件、強盗404件、窃盗2,128件が発生していた。2010年時点でフォートウェイン消防署は18の支署に375人の消防署員がいる。

## 教育

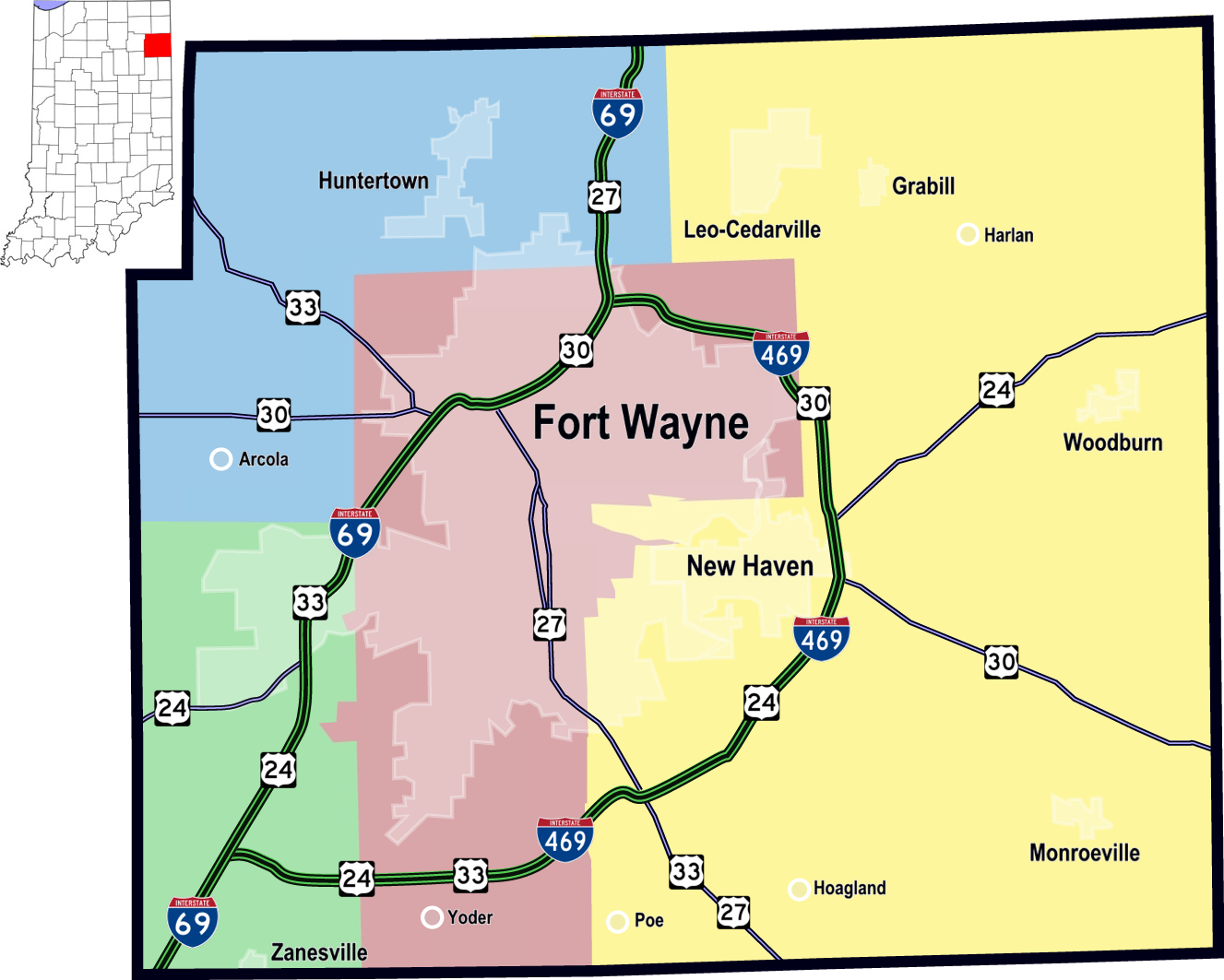
市内の教育学区、東アレン郡（黄色）、フォートウェイン・コミュニティ（ピンク）、北西アレン郡（青）、南西アレン郡（緑）

市内にはインディアナ大学・パデュー大学フォートウェイン校があり、学生数14,190人と州内では5番目に大きな公立大学である。またアイビー工科コミュニティカレッジの北東リージョンキャンパスもある。州内では2番目に大きな公立コミュニティカレッジである。インディアナ大学は市内で3番目に大きな公立高等教育機関であり、同大学医学校の医療教育フォートウェインセンターがある。
市立大学としては、コンコーディア神学校、インディアナ工科大学、セントフランシス大学がある。地域分校のある市立大学としては、インディアナ・ウェスレヤン大学、マンチェスター大学薬学部、トライン大学があり、最近クロスローズ・バイブル・カレッジとグレイス・カレッジが増えた。この新しい2校は元テイラー大学フォートウェイン校のキャンパスを共有している。その他、ブラウン・マッキー・カレッジ、ハリソン・カレッジ、国際事業カレッジ、ITT工業大学、メドテック・カレッジ、ナショナル・カレッジ、ロス医療教育センターがある。
市内の公共教育は4つの教育学区が管轄している。東アレン郡、フォートウェイン・コミュニティ、北西アレン郡、南西アレン郡の各教育学区である。フォートウェイン・コミュニティ教育学区は州内最大の学区である。2011年から2012年の教育年度では児童生徒数31,022人だった。私立教育の大半はルーテル教会インディアナ地区とローマ・カトリック教会フォートウェイン・サウスベンド教区が管轄している。ブラックホーク・クリスチャン学校とカンタベリー学校も幼稚園生から12年生を教える私立学校である。アレン郡東部の田園地帯ではアーミッシュ・インディアナ教区学校が8年生までを教えている。インディアナ州北東部の10郡は国内でもニューテック高校が2番目に多く集中しているところである。科学技術に特化したニューテック高校の集中度では最大である。
アレン郡公共図書館は1895年に設立され、現在は郡内に24の支所がある。2002年から2007年に8,410万米ドルを掛けて、システム全体の再構築を行った。本館は床面積367,000平方フィート (34,100 m2) あり、画廊、書店、カフェ、ホールもある。2009年、システム全体で延べ300万人の利用者が740万件の借り出しを行った。本館に入っているフレッド・J・レイノルズ歴史系譜学部は、35万件以上の印刷物と513,000件のマイクロフィルムとマイクロフィッシュがあり、国内でも最大の系譜学収蔵品を誇っている。

## メディア
市内では公共放送サービスを含め全国系列のテレビ放送が全て視聴できる。また公共放送ラジオの局が2局ある。
日刊紙は「ザ・ジャーナル・ガゼット」と、ピューリッツァー賞を受賞した「ザ・ニューズ・センティネル」が発行されている。この2紙は編集部は別だが、協同運営協定に基づいて、印刷、広告、配布をフォートウェイン・ニューズペーパーズInc.が請け負っている。週刊紙には「グレーター・フォートウェイン・ビジネス・ウィークリー」、生活娯楽教養新聞の「ワッツアップ」、アフリカ系アメリカ人の「フロスト・イラストレイテッド」がある。

## インフラ

### 交通

#### 空港

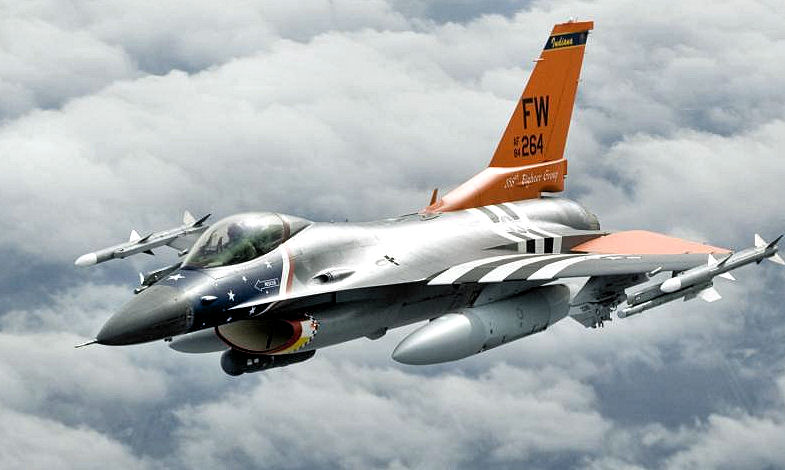
退役したF-16C戦闘機、2009年にフォートウェイン航空州軍基地で恒久展示されている

フォートウェイン国際空港は、2010年の利用客数65万人であり、州内では3番目に多い空港である。ここは第122戦闘機大隊のフォートウェイン航空州軍基地でもある。市内北部のスミス飛行場は主に一般用途に使われている。

#### 主要高規格道路
市内を通る州間高速道路は69号線とその補助である環状の469号線がある。69号線は南のインディアナポリス市の州間高速道路465号線が終端であり、北はミシガン州ポートヒューロンのカナダ国境が終端である。他の同規模の都市とは異なり、都心部の自動車専用道路がない。1946年、2,700万米ドルの連邦予算を掛け、中心街を東西および南北に抜ける自動車専用道路が提案された。当時は第二次世界大戦の後で住宅が不足している中で1,500棟近い住宅を解体する必要があり、また民族的少数者を白人の住宅地区に移すことに対する怖れもあり、反対運動が成功した。1947年、アンソニー・ウェイン・パークウェイと名付けられていた自動車専用道路の建設に関する住民投票が否決された。
州間高速道路69号線は、1962年から1971年に市の西と北の郊外部を回るように建設された。環状道路の同469号線は、フォートウェイン市とニューヘイブンの南と東の縁を回り、1988年から1995年に建設された。その工費は2億700万米ドルとなりアレン郡では最大の公共事業となった。469号線の完成で連邦道路や州道の大半が市内を通らず迂回するように再構築された。市内を通るアメリカ国道は24号線、27号線、30号線、33号線の4本である。インディアナ州道は1号線、3号線、14号線、37号線、930号線の5本である。2001年にエアポート・イクスプレスウェイの延伸部が完成し、フォートウェイン国際空港と州間高速道路69号線が直接結ばれた。工費は980万米ドルだった。
| 州間高速道路 州間高速道路69号線 州間高速道路469号線 | アメリカ国道 アメリカ国道24号線 アメリカ国道27号線 アメリカ国道30号線 アメリカ国道33号線 | インディアナ州道 インディアナ州道1号線 インディアナ州道3号線 インディアナ州道14号線 インディアナ州道37号線 インディアナ州道930号線 |

#### 鉄道

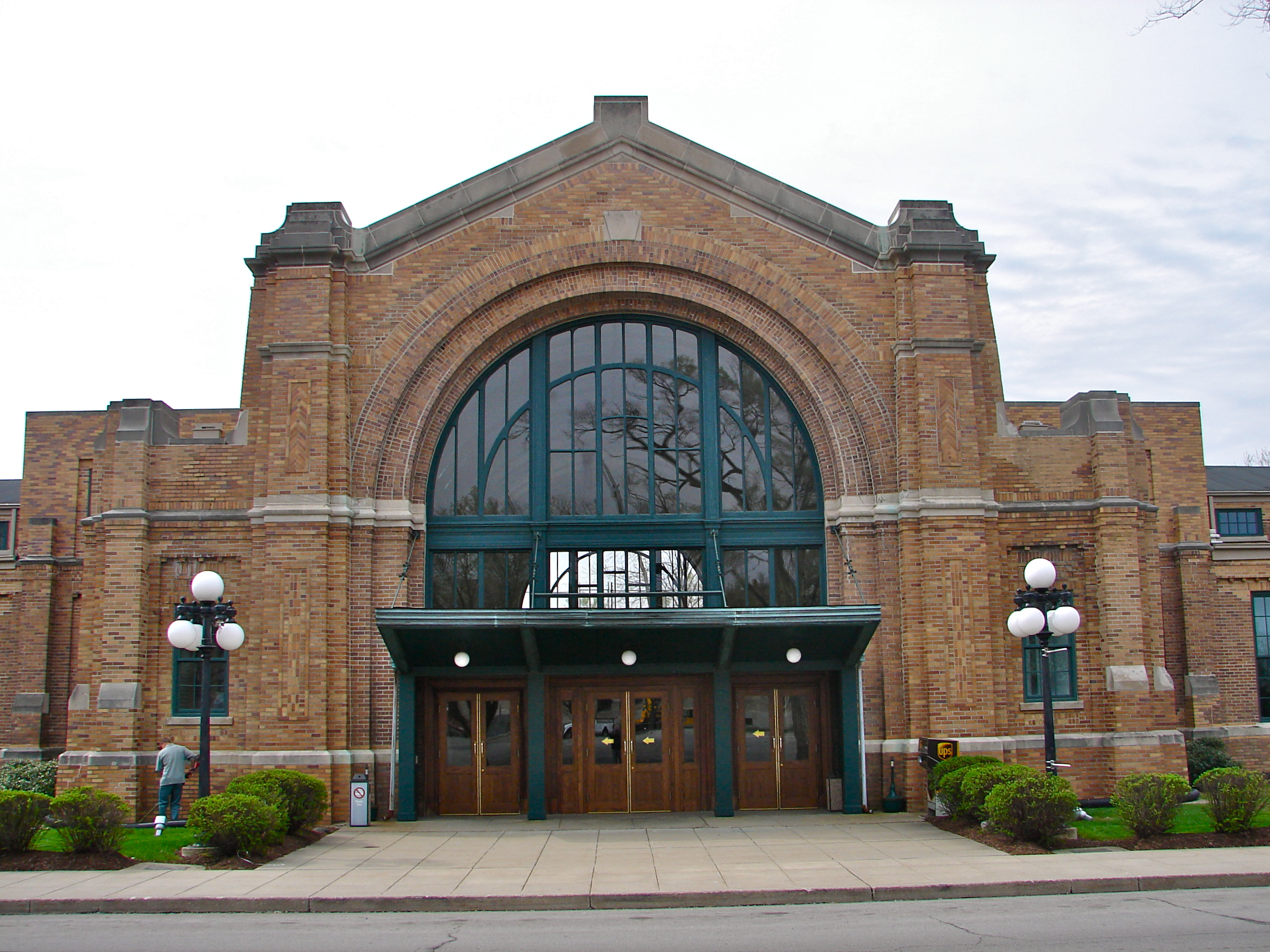
1914年に開設されたペンシルバニア鉄道駅、市内の鉄道史のランドマークとなっている

アムトラックの列車「ブロードウェイ・リミテッド」（シカゴからピッツバーグ経由ニューヨーク）が、1990年までフォートウェインに停車していたが、その後経路が北に迂回された :24–25。アムトラックの「キャピトル・リミテッド」は、フォートウェインの北25マイル (40 km) ほどにあるウォータールーが一番近い停車駅である。アムトラックの高速鉄道という形態で市内に旅客列車を復活させる運動があった。貨物列車は一級鉄道（ノーフォーク・サザン鉄道）と三級鉄道2本（CSXトランスポーテーション）が運行されている。ノーフォーク・サザン鉄道の子会社トリプル・クラウン・サービシーズは国内最大のトラック輸送会社であり、フォートウェインに本社と主要操業所を置いている。

#### 公共交通機関
フォートウェインの大量輸送機関は、フォートウェイン交通会社が管理している。シティリンクは市内とニューヘイブンへのバス路線12本を、中心街のセントラル駅から運行している。2009年に始まったキャンパスリンクは、学生、教員、一般大衆のための無料シャトルバスサービスであり、アイビー工科コミュニティカレッジのコロシアムと北キャンパス、インディアナ大学・パデュー大学フォートウェイン校とウォーターフィールド・キャンパスの学生住宅、ショッピングと住宅地域を結んでいる。年間延べ220万人が利用している。都市間バス交通はグレイハウンド（インディアナポリス、トレド、デトロイト）とレイクフロント・ラインズ（シカゴ、コロンバス、アクロン）が運行している。

### 医療
市内には6つの総合病院がある。デュポン病院、ルーテル・インディアナ病院、パークビュー地域医療センター、パークビュー病院ランラリア、フォートウェイン・リハビリテーション病院、セントジョセフ病院である。これら6病院は、パークビュー健康システムとルーテル健康ネットワークのどちらかに所属している。復員軍人北インディアナ医療システムフォートウェイン・キャンパスがアメリカ合衆国復員軍人省を通じて医療サービスを提供している。

### 公共事業
電力はインディアナ・ミシガン電力が提供している。北インディアナ公共事業会社が天然ガスを供給している。市は1日 7,200万 USガロン (270,000 m3) の上水を供給しており、スリーリバー浄水場とセントジョセフ川を利用している。アレン郡北部にあるハーシュタウン貯水池には 18億 USガロン (6,800,000 m3) の水を蓄えており、干ばつや3河川の災害時に対応する。市は下水処理とゴミ収集も行っている。

## 人口動態
最初に実施された国勢調査は、1744年にルイジアナ総督の命令で行われたものであり、人口はフランス人約40人、マイアミ族インディアン約1,000人だった。
市内には推計で6,000人に近い国内最大のミャンマー系アメリカ人が住んでいる。

### 都市圏
右図はインディアナ州におけるフォートウェイン・ハンティントン・オーバーン広域都市圏の位置を示している。この広域都市圏に含まれる都市圏および小都市圏はそれぞれ、下記の色で示されている。
  フォートウェイン都市圏
  ケンドールビル小都市圏
  オーバーン小都市圏
  ハンティントン小都市圏
  ディケーター小都市圏
  アンゴラ小都市圏
  ブラフトン小都市圏
また、フォートウェインの都市圏、および広域都市圏を形成する各郡の人口は以下の通りである（2010年国勢調査）。
フォートウェイン都市圏
| 郡             | 州             | 人口      |
| -------------- | -------------- | --------- |
| アレン郡       | インディアナ州 | 355,329人 |
| ウィットリー郡 | インディアナ州 | 33,292人  |
| 合計           | 合計           | 388,621人 |

フォートウェイン・ハンティントン・オーバーン広域都市圏
| 都市圏/小都市圏        | 郡                     | 州                     | 人口      |
| ---------------------- | ---------------------- | ---------------------- | --------- |
| フォートウェイン都市圏 | フォートウェイン都市圏 | フォートウェイン都市圏 | 388,621人 |
| ケンドールビル小都市圏 | ノーブル郡             | インディアナ州         | 47,536人  |
| オーバーン小都市圏     | デカルブ郡             | インディアナ州         | 42,223人  |
| ハンティントン小都市圏 | ハンティントン郡       | インディアナ州         | 37,124人  |
| ディケーター小都市圏   | アダムズ郡             | インディアナ州         | 34,387人  |
| アンゴラ小都市圏       | スチューベン郡         | インディアナ州         | 34,185人  |
| ブラフトン小都市圏     | ウェルズ郡             | インディアナ州         | 27,636人  |
| 合計                   | 合計                   | 合計                   | 611,712人 |

### 市域人口推移
以下にフォートウェイン市における1850年から2010年までの人口推移をグラフおよび表で示す。

## 姉妹都市
フォートウェイン市は4つの都市と姉妹都市を結んでいる。
| 都市         | 国         | 締結年 |
| ------------ | ---------- | ------ |
| 富山県高岡市 | 日本       | 1977年 |
| プウォツク   | ポーランド | 1990年 |
| ゲーラ       | ドイツ     | 1992年 |
| 浙江省台州市 | 中国       | 2012年 |

## 関係者
出身者
- キャロル・ロンバード（女優） - クラーク・ゲーブルの3人目の妻。1942年1月に飛行機墜落で事故死。

居住その他ゆかりある人物